# Rhabderemia stellata
Rhabderemia stellata är en svampdjursart som beskrevs av Patricia R. Bergquist 1961. Rhabderemia stellata ingår i släktet Rhabderemia och familjen Rhabderemiidae.
Artens utbredningsområde är havet kring Nya Zeeland. Inga underarter finns listade i Catalogue of Life.